# Квартет И
Теа́тр «Кварте́т И» — московский театр. Создан в 1993 году группой выпускников эстрадного факультета ГИТИСа.
Первые выступления театра прошли на сцене ГИТИСа, где четверо выпускников создали свою первую комедию «Это только штампы», в основе которой лежали типичные студенческие шутки.
Помимо успешной деятельности в театре и кино участники театра «Квартет И» также некоторое время регулярно появлялись на телеканале «СТС» в развлекательно-интеллектуальном шоу «Игры Разума» в качестве постоянных участников программы (одной из участвующих в соревновании команд). В начале 2010 года «Квартет И» снялся в двух выпусках телешоу «„Квартет И“ на РЕН ТВ». С 23 января по 27 марта 2011 года участвовали в шоу импровизации «Шоу ни бе ни ме нехило» с Александром Цекало на Первом канале.
В 2005 году «Квартет И» создал проект «Другой Театр», в котором знаменитости (Евгений Стычкин, Павел Майков, Егор Бероев, Амалия Мордвинова, Ксения Алферова) играют не только комедии, но и драмы.

## Создатели и исполнители
- Ростислав Хаит
- Леонид Барац
- Камиль Ларин
- Александр Демидов
- Сергей Петрейков (режиссёр)
- Олег Дмитриев — конферансье

## Актёры театра
Участники «Квартета И» по данным официального сайта коллектива.
- Анастасия Уколова
- Владимир Коровин
- Алексей Агранович
- Валерий Баринов
- Максим Виторган
- Нонна Гришаева
- Григорий Данцигер
- Олег Дмитриев
- Федор Добронравов
- Александр Жигалкин
- Алексей Кортнев
- Андрей Кузичев
- Анна Касаткина
- Михаил Козырев
- Елена Ксенофонтова
- Ольга Кузина
- Алексей Макаров
- Георгий Мартиросян
- Александр Пашутин
- Валдис Пельш
- Елена Подкаминская
- Михаил Полицеймако
- Эдуард Радзюкевич
- Анастасия Сапожникова
- Артём Смола
- Екатерина Стриженова
- Эмилия Савельева
- Алексей Хардиков
- Елена Шевченко
- Ксения Энтелис

## Бывшие актёры театра
- Дмитрий Марьянов (1969—2017)
- Василий Уткин (1972—2024)

## Репертуар театра
- Это только штампы (1993)
- Ля комедия, или Мы будем развлекать вас всеми средствами, которые хороши (1995)
- Актёрские игры (1998)
- Ля комедия 2, или Совсем другая история с элементами большого искусства (1999)
- День радио: один день из модной московской радиостанции «Как бы Радио» (2001)
- День выборов: новые похождения сотрудников «Как бы радио» (2003)
- ПроЯвлениЯ любви (2005)[2]
- Быстрее, чем кролики (2005)
- Страх мыльного пузыря (Квартет И и Другой Театр, 2006)
- Штирлиц идёт по коридору,—По какому коридору?—По нашему коридору! (Другой Театр, 2006)
- Разговоры мужчин среднего возраста о женщинах, кино и алюминиевых вилках (2008)
- Розенкранц и Гильденстерн мертвы, по пьесе Т.Стоппарда, реж. П.Сафонов (Другой Театр, 2008)[3]
- Письма и песни мужчин среднего возраста времён караоке, дорожных пробок и высоких цен на нефть (2012)
- В Бореньке чего-то нет (2016)
- Один день из смерти Вадика Беляева (2021)
- Пассажиры отложенных рейсов (2024)[4]

## Фильмография
| Фильм                                       | Дата выхода в прокат | Прокатчик            | Сборы в России и СНГ | Дата премьеры на ТВ | Телеканал | Рейтинг/ доля |
| ------------------------------------------- | -------------------- | -------------------- | -------------------- | ------------------- | --------- | ------------- |
| День выборов                                | 18 октября 2007      | «Каропрокат»         | 153 млн руб.         | 30 декабря 2007     | Первый    | нет данных    |
| День радио                                  | 20 марта 2008        | «Централ Партнершип» | 135 млн руб.         | 3 октября 2008      | Первый    | 4.7/ 15.5     |
| О чём говорят мужчины                       | 4 марта 2010         | «Централ Партнершип» | 358 млн руб.         | 1 января 2011       | Первый    | 5.6/ 19.0     |
| О чём ещё говорят мужчины                   | 29 декабря 2011      | «Централ Партнершип» | 565 млн руб.         | 5 января 2013       | Первый    | 4.2/ 15.0     |
| Быстрее, чем кролики                        | 1 января 2014        | «DreamTeam»          | 176 млн руб.         | 5 мая 2014          | ТНТ       | 2.6/ 7.8      |
| Страна чудес                                | 1 января 2016        | «WDSSPR»             | 313 млн руб.         | 4 января 2017       | Первый    | 4.3/ 12.3     |
| День выборов 2                              | 18 февраля 2016      | «UPI»                | 302 млн руб.         | 4 апреля 2016       | ТНТ       | 2.8/ 8.6      |
| О чём говорят мужчины. Продолжение          | 22 февраля 2018      | «Наше кино»          | 408 млн руб.         | 23 марта 2019       | ТНТ       | 1.4/ 7.2      |
| Громкая связь                               | 14 февраля 2019      | «WDSSPR»             | 527 млн руб.         | 18 мая 2019         | ТНТ       |               |
| Разговорник                                 | 20 ноября 2020       | «IVI Originals»      |                      |                     |           |               |
| Обратная связь                              | 17 декабря 2020      | «ССПР»               | 239 млн руб.         |                     |           |               |
| О чём говорят мужчины. Простые удовольствия | 2 февраля 2023       | «Централ Партнершип» | 292 млн руб.         |                     |           |               |
| Один день в Стамбуле                        | 28 ноября 2024       | «Централ Партнершип» | 175 млн руб.         |                     |           |               |

### Сериалы
- 2002 — «Деньги»
- 2013 — «„Квартет И“ по Амстелу»
- 2021 — «В Бореньке чего-то нет»

## Озвучивание фильмов
- 2008 — «Вольт»
- 2012 — «Пираты! Банда неудачников»

## Сценарии к мультфильмам
- «Иван Царевич и Серый волк» (Леонид Барац, Ростислав Хаит, Сергей Петрейков) — в финальной версии в титрах в качестве сценариста был указан один Александр Боярский[24][25]. 2011 год.
- «Иван Царевич и Серый волк 3» (Леонид Барац, Ростислав Хаит, Сергей Петрейков[26]). 2015 год.
- «Иван Царевич и Серый волк 4» (Леонид Барац, Ростислав Хаит, Сергей Петрейков). 2019 год.

## Программы
- «Маленькая смешная передача» на НТВ (1998)
- «С утра попозже» на ТВЦ (1999—2000)
- «Верю — не верю» на ТНТ (2005—2006)[27]
- «Игры разума» на СТС (2007)[28]
- «„Квартет И“ на РЕН ТВ» (2009)[29]
- «Шоу ни бе ни ме нехило» на Первом канале (2011)[30]

В настоящее время участники труппы отказываются от создания собственных телепередач. Объясняет Александр Цекало, работавший с ними в проектах «Игры разума» и «Шоу ни бе ни ме нехило»:
«У „Квартета И“ были хорошие цифры рейтингов. Но „Квартет И“ — очень независимый коллектив. Они не могут ждать, работать с проектом, общаться с каналами… Они без всего этого прекрасно обходятся. „Квартет И“ сосредоточились на театральных постановках и на кино. А с телевидением роман у них не складывается. Телевидение они недолюбливают, те силы и усердие, которые прикладываю я, они прикладывать не готовы. На „Первом канале“ всё происходит не быстро: пока мы договоримся, пока придёт время думать про следующий сезон, может и полгода пройти»
Стоит заметить, что телеканал СТС намеревался выпустить новый сезон шоу «Игры разума» осенью 2009 года с Андреем Ургантом в качестве ведущего, в связи с чем обращался к Цекало как к продюсеру проекта, однако участники «Квартета И» решили отказаться.

## Видеоработы
- Клип «Молодая», Ефрем Амирамов (Камиль Ларин, Ростислав Хаит).
- Клип «Маргаритка», Аркадий Укупник (снимались Ростислав Хаит и Камиль Ларин)
- Клип «Это за окном рассвет», рок-группа «Браво» (весь состав).
- 1991 — Художественный фильм «Пять похищенных монахов» (будучи студентом снимался Александр Демидов в роли Васи Куролесова).
- 1991 — Клип «Good luck, my baby», Антон Чехов, Imart Video (снимался Леонид Барац).
- 1991 — Клип «Бухгалтер», группа «Комбинация» (снимался Леонид Барац в роли тапера).
- 1997 — Клип «Моряк», рок-группа «Агата Кристи» (снимались Ростислав Хаит и Леонид Барац).
- 1997 — Клип «Где-то за морями», певица Клементия, (весь состав).
- 1997 — Клип «Ладошки», Светланы Рерих (снимались Леонид Барац и Максим Аверин).
- 1997 — Клип «Мальчик хочет в Тамбов», Мурат Насыров (снимался Камиль Ларин).
- 1999 — Клип «Только ты сегодня не придёшь», певица Саша Ч (весь состав).
- 2005 — Клип «Веселый Мир» группы «Агата Кристи» (весь состав).
- 2013 — Художественный фильм «Похабовск. Обратная сторона Сибири» (снимался Александр Демидов в роли Евгения Борисовича Туговатых)
- Клип «Хипстер», рок-группа «Би-2» (Леонид Барац, Ростислав Хаит).
- Клип «Обними меня», Лена Зосимова (снимался Ростислав Хаит).
- Клип «Реки любви», рок-группа Би-2 (весь состав)
- Клип «Бермуды», рок-группа Мумий Тролль (весь состав)
- Клип «Ля-ля тополя», рок-группа Би-2 (весь состав)

## Критика и отзывы

### Положительные
«Квартет И» уже больше десяти лет специализируется на развлечении публики и достиг на этом поприще немалых успехов. Спектакль «День радио» с участием Алексея Кортнева и группы «Несчастный Случай» и его продолжение «День выборов» стали хитами, на которые ломится публика, обычно предпочитающая театрам кино и ночные клубы.
— М. Шимадина, «Коммерсант»

«Квартет И» сильно отличается от многих своих коллег, «промышляющих» весёлым жанром. К публике, говоря высоким слогом, они выходят с чувством ответственности. И без устали выдумывает что-то новое и смешное, порой опасно балансируя на ниве политической сатиры, чем сегодня почти не балуются даже самые смелые и штатные отечественные сатирики.
— Г. Заславский, «Независимая газета»
По мнению писателя и режиссёра Е. В. Гришковца, работы театра — «небрежные во всех смыслах», и в то же время имеют большой зрительский успех:

«Квартету» явно хотелось совсем оглушительного успеха, славы, узнаваемости и больших денег. Но не любой ценой! Точно не ценой расставания со своей средой и, главное, со своей публикой… В искусство же «Квартету» шагнуть хотелось. Это вполне понятный шаг для тех, кто пытается расти. Но они не знали, как это сделать и опасались безденежья. Поэтому продолжали делать аморфные и небрежные, но с претензией на искусство, постановки, которые искренне считали спектаклями. Ох, если бы у них было признание критики, парочка премий или лауреатство какого-нибудь большого фестиваля… Уверен, что их следующий шаг был бы иным.

Вместе с тем, писатель отмечает самобытность театра («всё время шли каким-то своим путём. Где-то очень между эстрадой с КВНом и искусством. При этом, они придерживались передовых течений»), его значимость («явление весьма заметное, знаковое и, в любом случае, заслуживающее внимание») и считает, что они заслуженно добились своего успеха: «Квартет И — твёрдо стоящий всеми восьмью ногами на земле коллектив. У них огромная аудитория, у них всегда аншлаги (это чистая правда, я сам видел), и публика у них хорошо одета, способна покупать билеты по таким ценам, за которые на меня многие не пойдут. Хорошая у них публика (без иронии). Их жаждут на корпоративах. Их фильмы имели выдающийся успех в прокате».